# طباعة عدسية
الطباعة العدسية هي تقنية تُستخدم فيها عدسات عدسية (وهي تقنية تُستخدم أيضًا في شاشات العرض ثلاثية الأبعاد) لإنتاج صور مطبوعة تُعطي انطباعًا بالعمق، أو القدرة على التغيير أو الحركة عند رؤيتها من زوايا مختلفة.
تشمل الأمثلة تأثيرات التقليب والرسوم المتحركة، مثل غمزة العين، والرسومات الإعلانية الحديثة التي تتغير رسائلها تبعًا لزاوية الرؤية. يمكن استخدامها لإنشاء إطارات رسوم متحركة، للحصول على تأثير حركي؛ أو لموازنة الطبقات المختلفة بزيادات مختلفة، للحصول على تأثير ثلاثي الأبعاد؛ أو ببساطة لعرض مجموعات من الصور البديلة التي تبدو وكأنها تتحول إلى بعضها البعض.
تشمل المصطلحات الشائعة للطباعة العدسية "الومضات" و"الغمزات" و"الصور المتحركة" و"بطاقات الإمالة".

مبدأ عمل الطباعة العدسية المتحركة أو ثلاثية الأبعاد، والتي تُظهر تكرار المشاهد